# Clavy-Warby
Clavy-Warby ist eine französische Gemeinde mit 342 Einwohnern (Stand 1. Januar 2022) im Département Ardennes in der Region Grand Est. Sie gehört zum Arrondissement Charleville-Mézières, zum Kanton Signy-l’Abbaye und zum Gemeindeverband Crêtes Préardennaises.

## Geografie
Umgeben wird Clavy-Warby von den Nachbargemeinden Thin-le-Moutier im Süden, Neufmaison im Westen sowie von den im Kanton Rocroi gelegenen Gemeinden Saint-Marcel im Norden und Neuville-lès-This im Osten.

## Bevölkerungsentwicklung
| Jahr                      | 1962 | 1968 | 1975 | 1982 | 1990 | 1999 | 2004 | 2009 | 2016 |
| Einwohner                 | 218  | 199  | 210  | 330  | 328  | 350  | 339  | 352  | 350  |
| Quelle: Cassini und INSEE |      |      |      |      |      |      |      |      |      |

## Sehenswürdigkeiten
- Kirche Notre-Dame in Clavy, erbaut im 19. Jahrhundert
- Kapelle St-Claude in Warby
- Château von Clavy

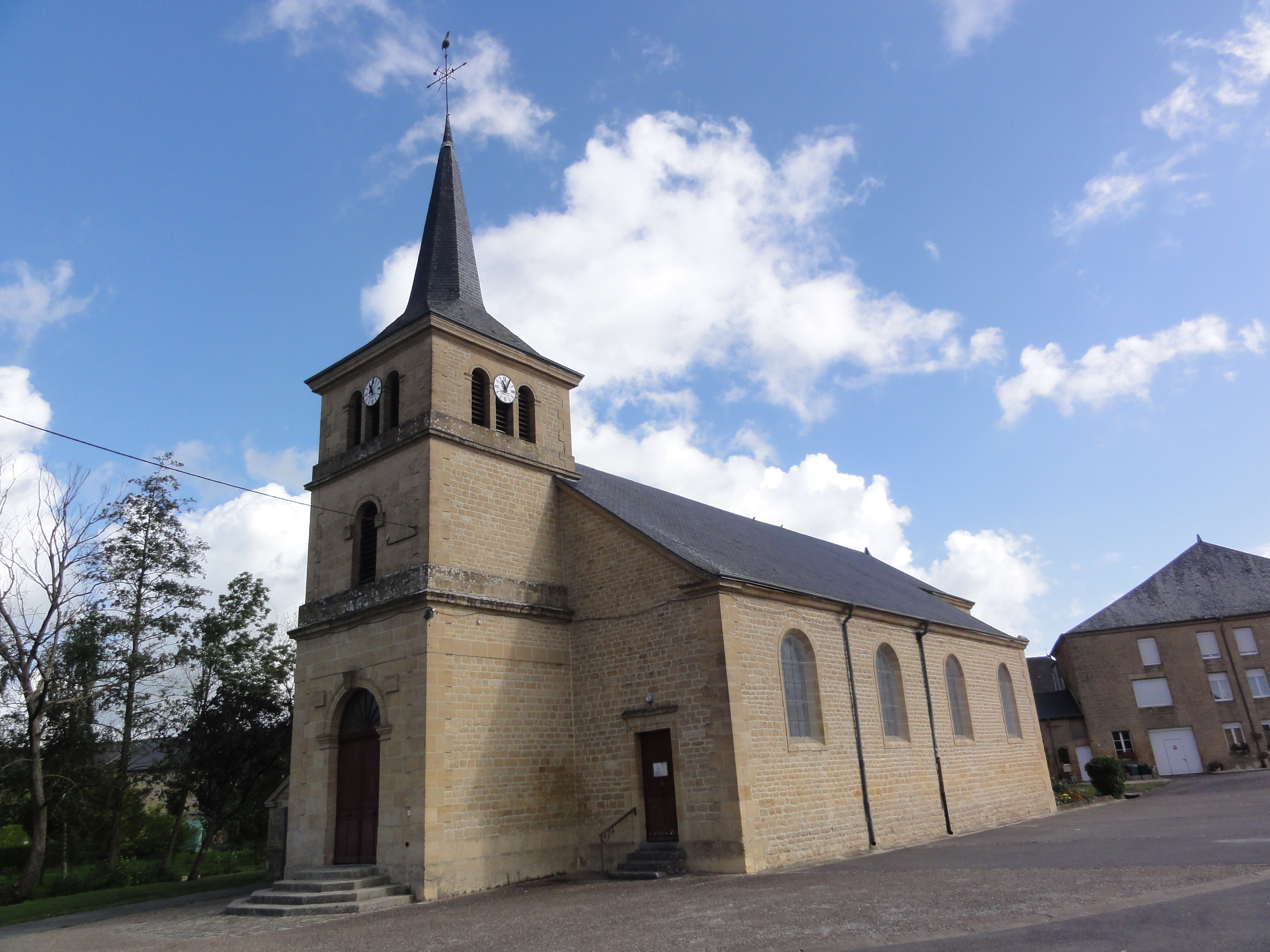
Kirche Notre-Dame
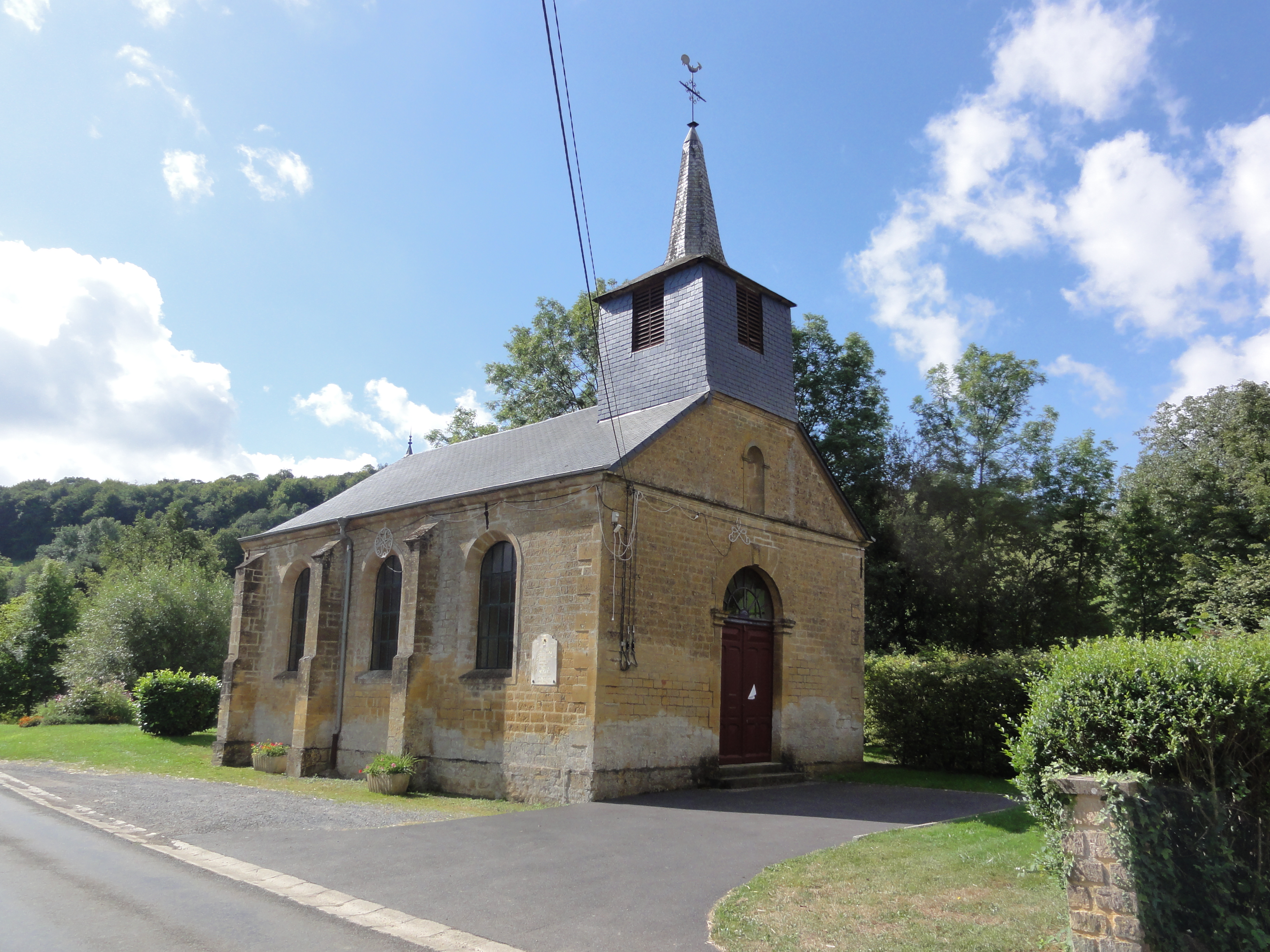
Kapelle St-Claude
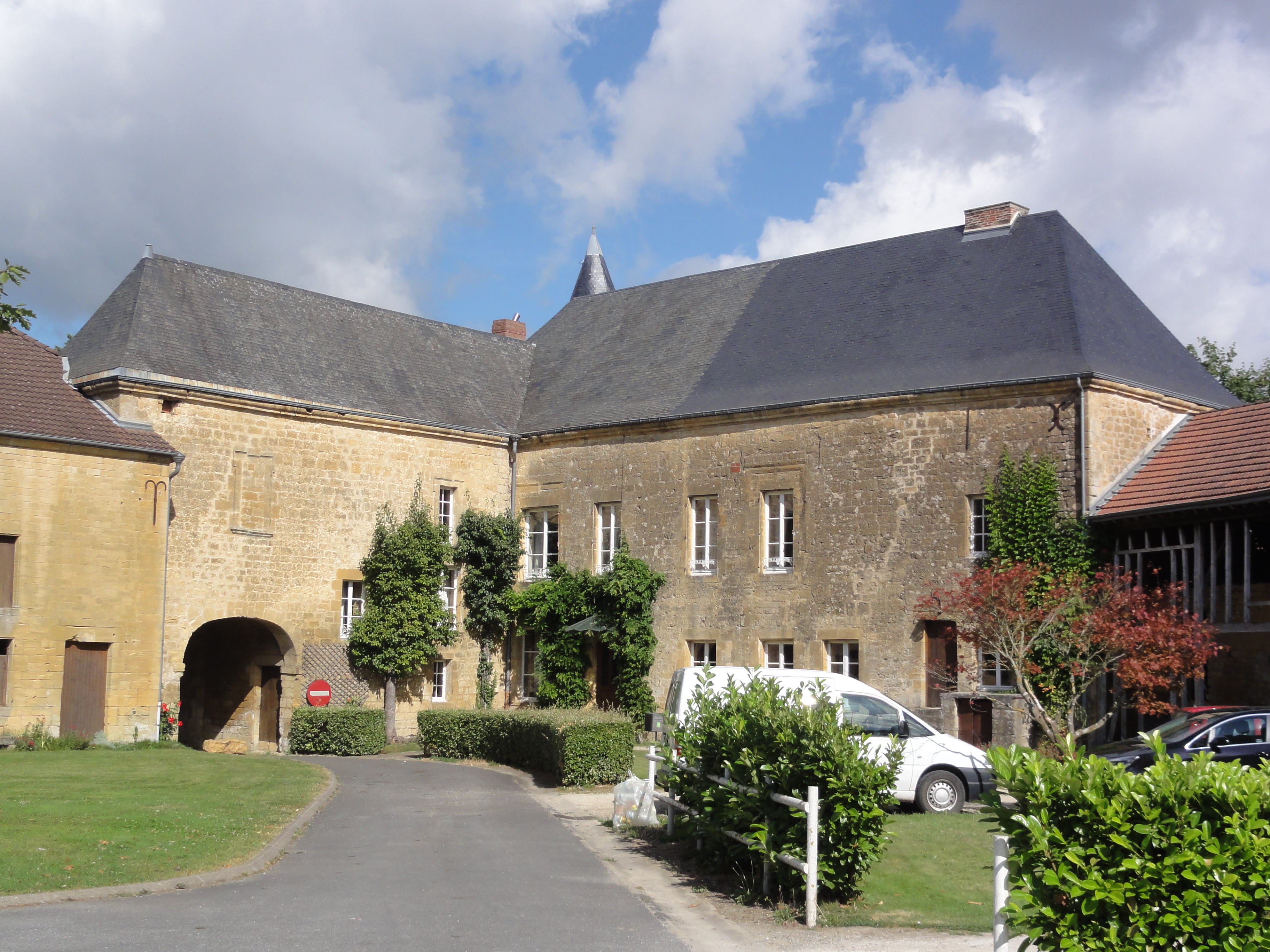
Château de Clavy